# Chozas de Canales
Chozas de Canales – gmina w Hiszpanii, w prowincji Toledo, w Kastylii-La Mancha, o powierzchni 32,69 km². W 2011 roku gmina liczyła 4104 mieszkańców.